# Ruth Madoc
Ruth Madoc (ur. 16 kwietnia 1943 w Norwich,  zm. 9 grudnia 2022) – brytyjska aktorka teatralna, telewizyjna i filmowa. W Polsce najlepiej znaną produkcją z jej udziałem jest filmowa wersja musicalu Skrzypek na dachu. W Wielkiej Brytanii bardziej pamiętane są jej późniejsze role telewizyjne, zwłaszcza w serialach Hi-de-Hi! i Mała Brytania.

## Życiorys

### Młodość i życie prywatne
Urodziła się jako Ruth Llewellyn. Choć przyszła na świat w Anglii, ze względu na wymagającą częstych podróży pracę rodziców dorastała w Walii pod opieką babci. Nabrała przez to charakterystycznego walijskiego akcentu, który stał się jedną z jej wizytówek w czasie kariery aktorskiej. Ukończyła studia w Royal Academy of Dramatic Art w Londynie, najważniejszej brytyjskiej szkole teatralnej. Wkrótce potem poślubiła walijskiego aktora Philipa Madoca, którego nazwisko postanowiła przyjąć. Związek ten przyniósł jej dwoje dzieci, jednak zakończył się rozwodem w latach 80. Później powtórnie wyszła za mąż.

### Kariera
Po raz pierwszy pojawiła się w telewizji w programie rozrywkowym The Black and White Minstrel Show. W 1971 wystąpiła w stosunkowo niewielkiej roli Sary w ekranizacji Skrzypka na dachu. W latach 70. stała się twarzą telewizyjnych kampanii reklamowych batoników marki Cadbury. Ogólnokrajową popularność zdobyła w latach 80. za sprawą serialu komediowego Hi-de-Hi!, gdzie zagrała jedną z dwóch głównych ról kobiecych. Później grała także w kilku mniej znanych serialach, specjalizując się w rolach Walijek. W 2002 przypomniała się szerokiej publiczności dzięki udziałowi w drugiej serii Małej Brytanii. Wcielała się tam w postać matki Daffyda Thomasa (w tej roli Matt Lucas), młodego Walijczyka czerpiącego wielką dumę z faktu, iż jest (rzekomo) jedynym gejem w swojej wiosce. Występowała także w kilku reality shows z udziałem celebrytów. W jednym z nich (Cariad@Iaith w telewizji S4C) znani Walijczycy, nieznający jednak zbyt dobrze walijskiego, mieli za zadanie jak najszybszą naukę tego trudnego języka. W 2009 zagrała jedną z głównych ról w sitcomie Big Top, który miał być jej powrotem do świata komedii telewizyjnej, jednak został zamknięty już po jednej serii z powodu kiepskich wyników oglądalności i tragicznego przyjęcia przez krytykę.
Choć występy na szklanym ekranie przyniosły jej największą popularność, Madoc przez niemal całą swą karierę była i pozostaje przede wszystkim aktorką teatralną. Pojawiała się zarówno w typowych sztukach, jak i spektaklach pantomimicznych.

### Wyróżnienia
Madoc została uhonorowana członkostwem w Królewskim Walijskim Kolegium Muzycznym, a także nagrodą honorową Swansea University.